# 权神星
权神星（100 Hekate）是第100颗被人类发现的小行星，于1868年7月11日发现。权神星的直径为89千米，质量为1.0×1018千克，公转周期为1987.636天。其名字来自希腊神话中的女神赫卡忒。
| 前一小行星： (99)泰神星 | 小行星列表 | 後一小行星： (101)拐神星 |